# Fiodor Kołosow
Fiodor Iłłarionowicz Kołosow (ros. Фёдор Илларионович Колёсов, ur. 1899 w guberni samarskiej, zm. 1990 w Tockoje) – radziecki działacz państwowy.

## Życiorys
W latach 1919–1922 służył w Armii Czerwonej, 1931 został członkiem WKP(b), od 1937 do lutego 1939 był przewodniczącym komitetu wykonawczego tockiej rady rejonowej w obwodzie orenburskim/czkałowskim. Od lutego 1939 do marca 1940 był przewodniczącym Komitetu Wykonawczego Czkałowskiej Rady Obwodowej, później ponownie służył w Armii Czerwonej, od listopada 1945 do 1959 ponownie był przewodniczącym komitetu wykonawczego tockiej rady rejonowej, następnie przeszedł na emeryturę. 13 grudnia 1935 został odznaczony Orderem Lenina.